# バスケットボールコンゴ共和国代表
バスケットボールコンゴ共和国代表（バスケットボールコンゴきょうわこくだいひょう、Republic of the Congo men's national basketball team）は、コンゴバスケットボール連盟により国際大会に派遣される男子バスケットボールのナショナルチームである。

## 歴史
コンゴ共和国出身の著名な選手としてサージ・イバーカがいるが、居住していたスペインの代表を選択しているため、コンゴ共和国代表としてはプレーしていない。

## 主な国際大会成績
- オリンピック
  - 出場なし
- ワールドカップの成績
  - 出場なし
- アフリカ選手権の成績
  - 1968年 ― 9位
  - 1975年 ― 6位
  - 1980年 ― 5位
  - 1981年 ― 7位
  - 1985年 ― 10位
  - 2009年 ― 16位
  - 2013年 ― 14位